# Training Day
Training Day è un film del 2001 diretto da Antoine Fuqua e scritto da David Ayer con protagonisti Denzel Washington e Ethan Hawke.
Il film è stato presentato fuori concorso alla 58ª edizione del Festival di Venezia; per la sua interpretazione, Washington ha vinto il premio Oscar per il miglior attore protagonista nel 2002.

## Trama
Il film copre le vicende di una sola giornata, quella di "addestramento" del titolo (training day).
Il giovane poliziotto Jake Hoyt, per il suo primo giorno di servizio, viene affiancato all'esperto e pluridecorato Alonzo Harris, il quale deve valutare se Hoyt sia idoneo a far parte della squadra antidroga della polizia di Los Angeles. I due hanno approcci molto diversi al loro mestiere: mentre infatti Jake rispetta alla lettera il manuale, Alonzo preferisce confondersi con la strada e adottare un modo di fare molto più pratico.
La giornata scorre frenetica: i due fermano degli studenti che hanno appena comprato marijuana da uno spacciatore ma Alonzo non li arresta, sequestra loro la droga e, una volta in macchina, chiede a Jake di fumarla, dicendogli che un buon poliziotto dell'antidroga "deve averla nel sangue". All'inizio Jake rifiuta ma sotto la minaccia di essere escluso dalla squadra cede, non sapendo tuttavia che il contenuto della pipa però non è marijuana ma PCP. Successivamente i due si recano a casa di uno spacciatore, Roger, con cui Alonzo è in stretti rapporti e, una volta tornati in strada, Jake nota in un vicolo una studentessa che viene assalita da due uomini e, accorrendo velocemente, la salva; Jake vorrebbe quindi arrestare i due ma Alonzo si limita a minacciarli lasciandoli andare, mentre Jake raccoglie il portafoglio della ragazza all'insaputa del nuovo collega.
Alonzo trascina Jake sempre più nel mondo della strada, strappando a uno spacciatore disabile di nome Blue informazioni su un trafficante chiamato Sandman, e dopo si reca a perquisirgli la casa senza mandato ma, vista la reazione della moglie, Jake inizia a sospettare che Alonzo fosse alla ricerca non della droga ma del denaro di Roger. Successivamente i due si recano in una zona della città sotto il totale controllo di una gang dove vivono anche la compagna (Sara) e il bambino di Alonzo. Qui Jake inizia a sospettare che Alonzo sia un padre e un compagno violento, ma non può approfondire le indagini perché, sempre con Alonzo, deve incontrare in un ristorante tre poliziotti di grado elevato, Stan Gursky, Doug Rosselli e Lou Jacobs, soprannominati "i Re Magi": Jake intuisce che il collega ha problemi relativi a un evento successo a Las Vegas e che ha bisogno di soldi e i tre, in cambio di 40.000 dollari, gli consentono di avere il mandato di arresto per Roger.
Alonzo riunisce la sua squadra e, una volta sequestrato il denaro di Roger, lo uccide brutalmente sotto gli occhi di Jake, il quale, contrariamente agli altri poliziotti, rifiuta di trattenere una parte dei soldi. I quattro colleghi vorrebbero uccidere Jake come traditore ma proprio Alonzo li ferma e, dopo aver minacciato Jake di screditarlo a causa del PCP ancora presente nel suo sangue, lo porta a casa di Smiley, un gangster di sua conoscenza, e si allontana con una scusa. Smiley racconta a Jake che Alonzo, durante un'operazione a Las Vegas, ha spregiudicatamente ucciso un componente della mafia russa: Alonzo deve quindi portare ai russi, entro mezzanotte, un milione di dollari per riscattare la vita del mafioso russo e in cambio Smiley deve uccidere Jake come testimone scomodo. Jake cerca di scappare ma viene bloccato e trascinato in bagno da Smiley e da due suoi amici ma, mentre Smiley sta per sparargli, uno dei due trova il portafoglio della ragazza salvata la mattina nella sua tasca. La giovane altri non è che la cugina di Smiley; quest'ultimo, dopo avere parlato con la ragazza al telefono, gli risparmia la vita, in segno di riconoscenza.
Jake ritorna all'appartamento di Sara e tenta di arrestare Alonzo prima che possa far del male alla compagna e al figlio, ma il malvagio poliziotto reagisce e, dopo un violento scontro, vorrebbe allontanarsi per recarsi all'appuntamento con i russi. Jake lo blocca, minacciandolo con la pistola, e Alonzo si arrende ritenendo che i membri delle gang della zona lo aiuteranno. Al contrario, visto come Alonzo non rispetta nessuno, lasciano andare Jake coi soldi, provando rispetto per lui poiché onesto e abbandonano Alonzo invece al suo destino: i gangster russi tendono un agguato al crudele poliziotto nella zona dell'aeroporto e lo uccidono crivellandolo di proiettili.
Jake, tornando a casa, sente i notiziari che riportano come la morte di Alonzo sia avvenuta in servizio nell'operazione contro lo spacciatore.

## Produzione

### Sceneggiatura
Il film è stato scritto da David Ayer e diretto da Antoine Fuqua, entrambi cresciuti in quartieri in mano a gang criminali.
La sceneggiatura fu cambiata per aggiungere alcuni aspetti dello Scandalo Rampart, che accadde dopo che era stata scritta: l'aspetto del personaggio di Denzel Washington assomiglia infatti intenzionalmente a quello di Rafael Perez, che ha avuto un ruolo centrale nello scandalo citato (questo ha ispirato anche altri film, come Cellular, Dirty - Affari sporchi e Rampart, oltre alla serie televisiva The Shield).
Due poliziotti erano a disposizione come consulenti tecnici, Michael Patterson e Paul Lozada, mentre Cle Shaheed "Bone" Sloan ha fornito la consulenza sulle gang. Washington, Hawke e altri membri del cast hanno incontrato anche poliziotti sotto copertura, spacciatori locali e membri di gang che li hanno aiutati a capire meglio i loro ruoli.

### Cast
Denzel Washington interpreta Alonzo Harris, un poliziotto corrotto di Los Angeles, mentre Ethan Hawke è Jake Hoyt, la nuova recluta che aspira a far parte della squadra antidroga di Harris.
La parte di Alonzo Harris era stata originariamente offerta a Mel Gibson ma poi fu scelto Washington, la cui interpretazione ha raccolto ampi consensi della critica. Fuqua voleva che il suo personaggio fosse seducente e parte di un sistema complesso, non semplicemente un poliziotto casualmente corrotto. Nelle parole di Washington:
Ethan Hawke, per la sua interpretazione, ha ricevuto la nomination ai premi Oscar come miglior attore non protagonista.
Nel film appaiono anche Tom Berenger, Scott Glenn, Harris Yulin, Eva Mendes, Cliff Curtis, Terry Crews e gli artisti musicali Dr. Dre, Snoop Dogg e Macy Gray.

### Riprese
Fuqua voleva che Training Day apparisse più autentico possibile e per questo lo ha girato in alcuni dei peggiori quartieri di Los Angeles, ottenendo persino il permesso dalle gang di girare nel famigerato quartiere di case popolari di Imperial Courts. La sua troupe ha finito con il ricevere un caldo benvenuto dagli abitanti del luogo, che erano ben felici che fosse girato un film che mostrasse una parte della vita quotidiana del loro mondo. Quando Fuqua non ha potuto girare una scena direttamente sul posto, ha ricostruito lo stesso luogo sul set. La troupe ha girato anche a Hoover Block.

## Distribuzione
L'uscita di Training Day era originariamente prevista per il 21 settembre 2001 e aveva una forte spinta pubblicitaria. Tuttavia, in seguito agli attacchi dell'11 settembre, il film è stato rinviato al 5 ottobre 2001. In Italia il film uscì il 16 novembre dello stesso anno.

## Accoglienza

### Critica
"Una formazione che porta all'autodistruzione, fra il filo della legalità e della criminalità ben interpretato da Washington che svolge l'insolito ruolo di malvagio in una pellicola che solo negli ultimi istanti del finale mostra la vittoria dei buoni. Si esalta la regia, che offre un pericoloso «paesaggio umano» realistico che mostra la vera Los Angeles".

### Incassi
Il film ha incassato 76.631.907 di dollari negli Stati Uniti e 28.244.326 di dollari negli altri paesi, fra cui 2.747.656 in Francia e 2.342.085 in Spagna.

## Riconoscimenti
- 2002 - Premio Oscar
  - Miglior attore protagonista a Denzel Washington
  - Candidatura Miglior attore non protagonista a Ethan Hawke
- 2002 - Golden Globe
  - Candidatura Miglior attore in un film drammatico a Denzel Washington
- 2001 - Los Angeles Film Critics Association Award
  - Miglior attore protagonista a Denzel Washington
- 2001 - Boston Society of Film Critics Award
  - Miglior attore protagonista a Denzel Washington
- 2002 - Chicago Film Critics Association Award
  - Candidatura Miglior attore protagonista a Denzel Washington

- 2002 - Kansas City Film Critics Circle Award
  - Miglior attore protagonista a Denzel Washington
- 2002 - MTV Movie Award
  - Miglior cattivo a Denzel Washington
  - Miglior cameo a Snoop Dogg
  - Candidatura Miglior battuta (King Kong ain't got nuthin on me) a Denzel Washington
- 2002 - Satellite Award
  - Candidatura Miglior attore in un film drammatico a Denzel Washington
- 2002 - Screen Actors Guild Award
  - Candidatura Miglior attore protagonista a Denzel Washington
  - Candidatura Miglior attore non protagonista a Ethan Hawke

## Altri media
Nel video di No problem di Lil' Scrappy si fa riferimento al film, con Snoop Dogg di nuovo nel ruolo di Blue.

## Controversie
Alcune personalità afroamericane hanno criticato il fatto che Denzel Washington sia stato premiato con l'Oscar al miglior attore per questo particolare film. Prima di questo film Washington aveva impersonato quasi sempre personaggi positivi, compreso John Quincy Arcibald nel film John Q proprio nello stesso anno: il fatto che abbia vinto interpretando un cattivo violento e corrotto in un film incentrato sul tema delle gang urbane e del traffico di droga è stato giudicato dai giornali come indicativo dell'opinione stereotipata e prevenuta di Hollywood e della società in generale verso gli afroamericani.
Washington era stato precedentemente in corsa per il premio di miglior attore nel 1992 per Malcolm X, poi andato ad Al Pacino (per Scent of a Woman - Profumo di donna), e nel 1999 per Hurricane - Il grido dell'innocenza, ma in questo caso venne battuto da Kevin Spacey (American Beauty). Nella stessa serata anche altri attori afroamericani sono stati premiati: il premio alla carriera, infatti, andò a Sidney Poitier e quello per la miglior attrice ad Halle Berry. La canzone Why? del 2004 del rapper Jadakiss contiene la frase: «perché Denzel doveva essere malvagio prima di prenderlo?».